# Lorraine Diotte
Lorraine Diotte, née Arseneault le 14 août 1933 à Balmoral au Nouveau-Brunswick et mort le 15 décembre 2025, est une nouvelliste, chansonnière et poétesse canadienne.

## Biographie

### Origines, études et vie privée
Lorraine nait d'une fratrie de dix enfants, le 14 août 1933 à Balmoral au Nouveau-Brunswick, de Moïse Arseneault et Lydia Doiron. Elle poursuit ses études secondaires à l'Académie Sainte-Famille de Tracadie, à l'Académie Assomption de Campbellton, gérée par les Filles de Marie, ainsi qu'au couvent Kermaria de Belledune, sous la direction des Filles de Jésus. En 1965, Lorraine son brevet d'enseignement à l'École normale de Fredericton.
Le 2 juillet 1951 elle se marie à Edmond Diotte de Balmoral avec qui elle a deux filles : Colette et Sylvie.

### Carrière
Elle enseigne le français à l'École Notre-Dame de Dalhousie de 1966 à 1988. Surnommée « la Bolduc acadienne », elle est une auteure-compositrice-interprète des centaines de chansons. Elle enregistre six microsillons et participe à de nombreuses émissions radiophoniques et télévisées en Acadie ainsi qu’en France. Elle meurt de la maladie de Parkinson le 15 décembre 2024 à l'âge de 91 ans.

## Reconnaissances
En 2001, elle est honorée par le prix Stompin' Tom (Connors) lors des East Coast Music Awards à Charlottetown, sur l’Île-du-Prince-Édouard,.
En 2014, elle reçoit l’Ordre du Nouveau-Brunswick pour ses 50 années de carrière en tant qu'enseignante de français.

## Publications
- (fr) Polidore, Québec, Dalhousie, 1979[8].
- (fr) Bout-ci, bout-là, Québec, Acadie, 1981 (ISBN 9782760000605)[9].
- (fr) Le tour de mon jardin, Dalhousie, 2001 (ISBN 9782980710803).

## Discothèques
- 1971 : On s'en vient vite[10].
- 1973 : Rappelle-toi[11].
- 1980 : Je suis seule[12].
- 1992 : Comment ne pas m'en souvenir[13].